# Jules-Célestin Devoyod
Jules-Célestin Devoyod   (Lió, 28 de març de 1841 - Moscou, 19 de juny de 1901) fou un cantant francès.
Després de brillants estudis, va fer una carrera internacional. Cantà al Gran Teatre del Liceu els anys 1885 a 1887: L'Africaine, Faust, Les huguenots, Guillaume Tell i hi estrenà, en versió italiana, Der fliegende Holländer. Debutà a l'Òpera de París el 1887, interpretant el rol de Nelusco en L'Africaine de Meyerbeer, i més tard va recórrer els principals teatres de l'estranger, sent arreu molt ben acollit, ja que no tan sols posseïa una supèrbia veu de baríton, sinó que, a més, era un consumat actor.
Morí de sobte a Moscou quan estava representant el Rigoletto de Verdi.